# Silver Slugger Award

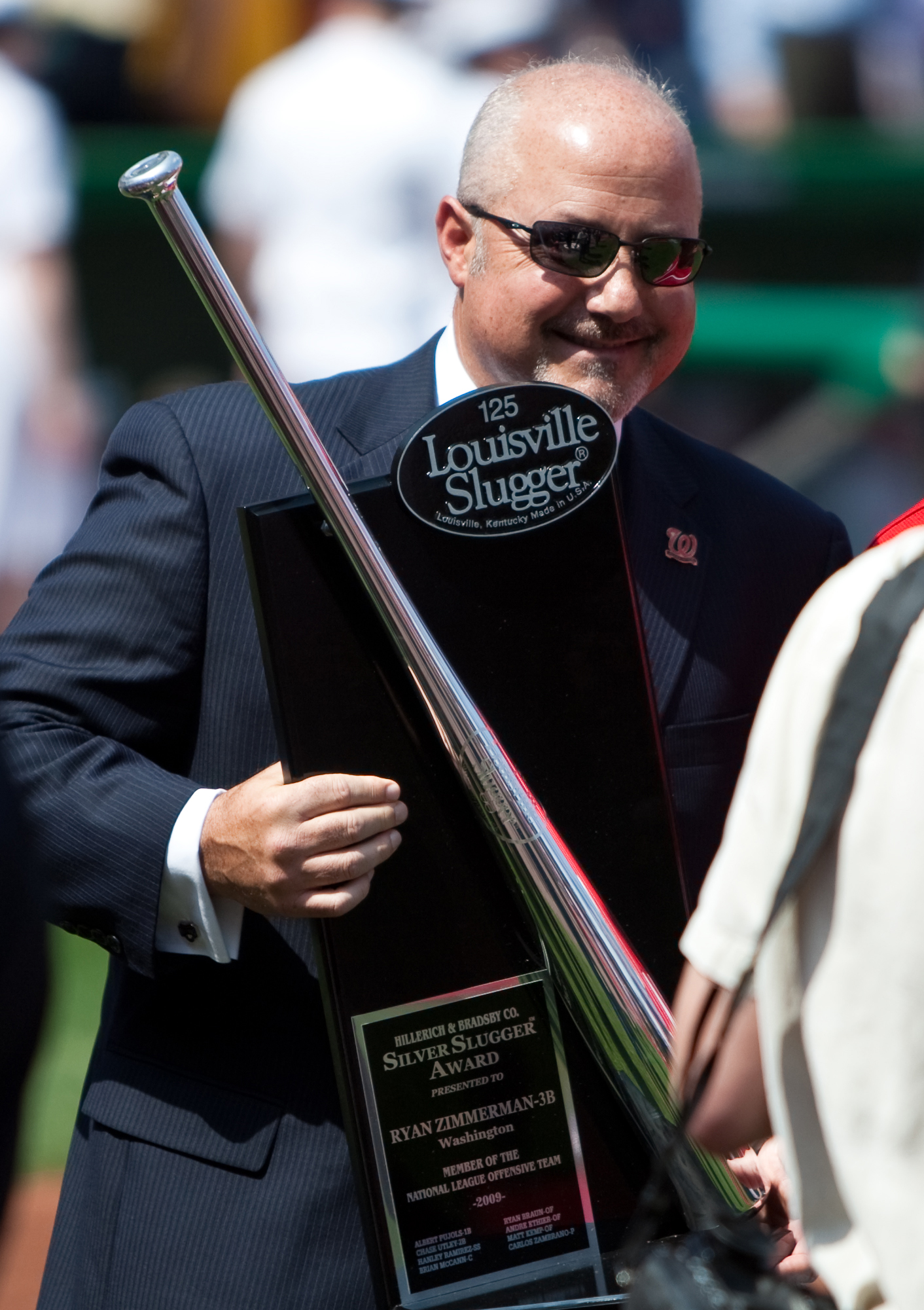
Washington Nationals General Manager Mike Rizzo hält Ryan Zimmermans Silver Slugger Award

Der Silver Slugger Award ist eine Auszeichnung in der US-amerikanischen Baseball-Profiliga Major League Baseball (MLB). Er wird seit 1980 jährlich an die offensivstärksten Baseballer vergeben, die besten „Slugger“. Die Trophäe ist ein stilisierter, drei Fuß langer silberner Baseballschläger von der Firma Hillerich & Bradsby, dem Hersteller der Louisville-Slugger-Baseballschläger.

## Wahlmodus
Wahlberechtigt sind alle Trainer und Manager der MLB. Relevant sind Offensivstatistiken wie Home Runs, Batting Average, On-Base Percentage oder Slugging Percentage. Kein Trainer oder Manager darf einen Spieler seines eigenen Vereins wählen. Pro Jahr wird sowohl in der National League als auch in der American League ein komplettes Baseballteam gewählt (Pitcher/Designated Hitter, Catcher, Erste Base, Zweite Base, Dritte Base, Shortstop, drei Outfielder), sodass insgesamt 18 Silver Slugger Awards vergeben werden.
Dabei ist es bei den Outfieldern irrelevant, welche exakte Feldposition (Right Field, Center Field, Left Field) sie spielen; auch sechs Rightfielder könnten somit Silver Slugger Awards gewinnen. Da es in der American League den sogenannten Designated Hitter gibt, wird dementsprechend die Trophäe an den offensivstärksten Designated Hitter vergeben.

## Rekordhalter

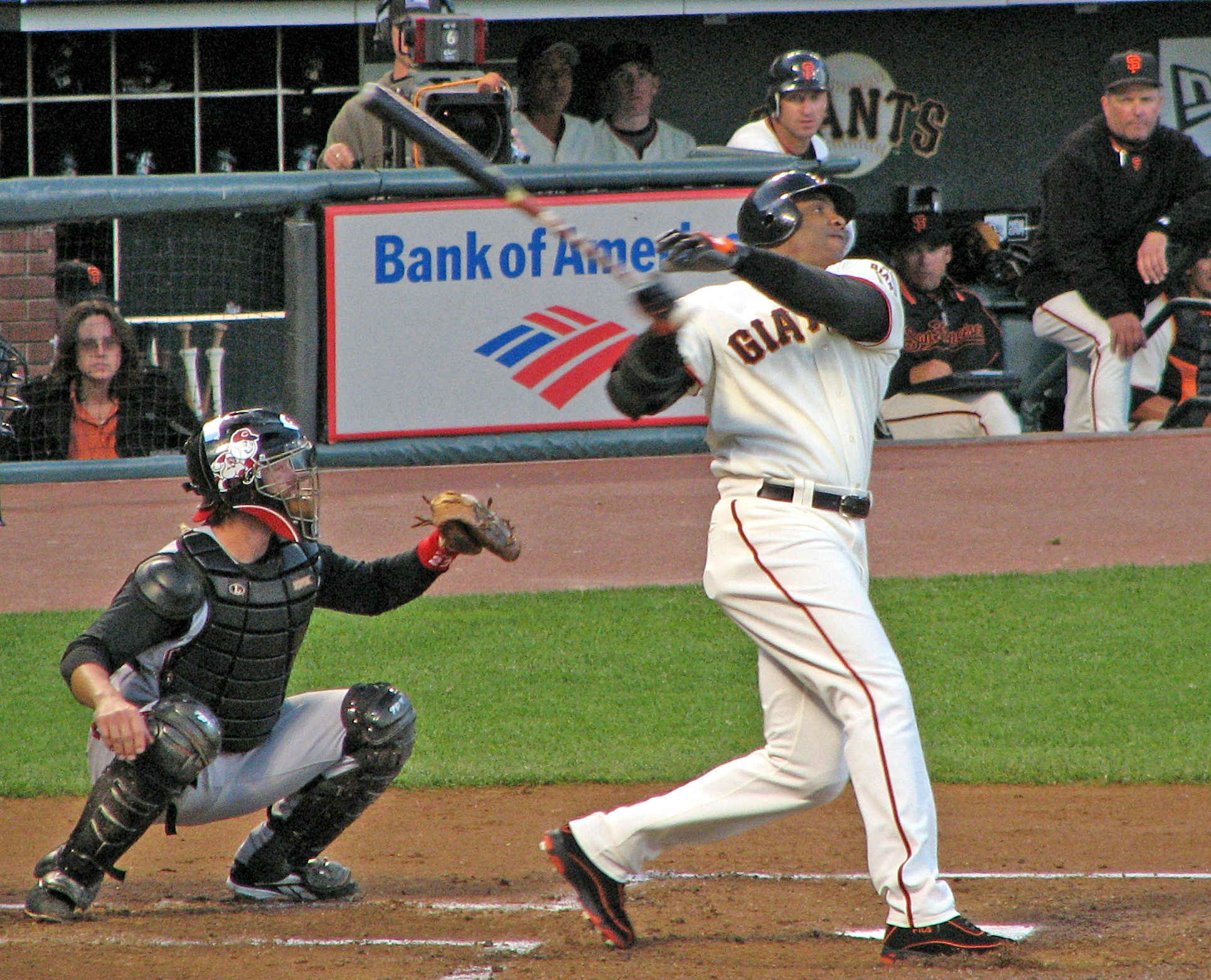
Barry Bonds gewann 12 Silver Slugger Awards und ist alleiniger Rekordhalter.

Barry Bonds gewann zwölf Silver Slugger Awards und ist derzeit alleiniger Rekordhalter. Mike Piazza und Alex Rodríguez gewannen jeweils zehn silberne Baseballschläger, gefolgt von Barry Larkin mit neun.

## Erklärung
| 1B  | First Baseman                                                                     |
| 2B  | Second Baseman                                                                    |
| 3B  | Third Baseman                                                                     |
| SS  | Shortstop                                                                         |
| OF  | Outfielder                                                                        |
| C   | Catcher                                                                           |
| P   | Pitcher                                                                           |
| DH  | Designated Hitter                                                                 |
| *   | Alleiniger Rekordhalter: Meiste Silver Slugger Awards auf der jeweiligen Position |
| **  | Geteilter Rekordhalter: Meiste Silver Slugger Awards auf der jeweiligen Position  |
| *** | In der Saison 2020 setzte die NL den Designated Hitter ein                        |

## American-League-Gewinner
| Jahr | 1B                    | 2B              | 3B              | SS                | OF                | OF                    | OF                | C                                | DH                    |
| ---- | --------------------- | --------------- | --------------- | ----------------- | ----------------- | --------------------- | ----------------- | -------------------------------- | --------------------- |
| 1980 | Cecil Cooper          | Willie Randolph | George Brett    | Robin Yount       | Ben Oglivie       | Al Oliver             | Willie Wilson     | Lance Parrish                    | Reggie Jackson        |
| 1981 | Cecil Cooper          | Bobby Grich     | Carney Lansford | Rick Burleson     | Rickey Henderson  | Dave Winfield         | Dwight Evans      | Carlton Fisk                     | Al Oliver             |
| 1982 | Cecil Cooper          | Dámaso García   | Doug DeCinces   | Robin Yount       | Reggie Jackson    | Dave Winfield         | Willie Wilson     | Lance Parrish                    | Hal McRae             |
| 1983 | Eddie Murray          | Lou Whitaker    | Wade Boggs*     | Cal Ripken Jr.    | Jim Rice          | Dave Winfield         | Lloyd Moseby      | Lance Parrish                    | Don Baylor            |
| 1984 | Eddie Murray          | Lou Whitaker    | Buddy Bell      | Cal Ripken Jr.    | Jim Rice          | Dave Winfield         | Tony Armas        | Lance Parrish                    | Andre Thornton        |
| 1985 | Don Mattingly         | LouWhitaker     | George Brett    | Cal Ripken Jr.    | Rickey Henderson  | Dave Winfield         | George Bell       | Carlton Fisk                     | DonBaylor             |
| 1986 | Don Mattingly         | Frank White     | Wade Boggs*     | Cal Ripken Jr.    | JesseBarfield     | KirbyPuckett          | George Bell       | LanceParrish                     | DonBaylor             |
| 1987 | Don Mattingly         | Lou Whitaker    | Wade Boggs*     | Alan Trammell     | Dwight Evans      | Kirby Puckett         | George Bell       | Matt Nokes                       | Paul Molitor          |
| 1988 | George Brett          | Julio Franco    | Wade Boggs*     | AlanTrammell      | Mike Greenwell    | Kirby Puckett         | Jose Canseco      | Carlton Fisk                     | Paul Molitor          |
| 1989 | Fred McGriff          | Julio Franco    | Wade Boggs*     | Cal Ripken Jr.    | Rubén Sierra      | Kirby Puckett         | Robin Yount       | Mickey Tettleton                 | Harold Baines         |
| 1990 | Cecil Fielder         | Julio Franco    | Kelly Gruber    | Alan Trammell     | Rickey Henderson  | Ellis Burks           | Jose Canseco      | Lance Parrish                    | Dave Parker           |
| 1991 | Cecil Fielder         | Julio Franco    | Wade Boggs*     | Cal Ripken Jr.    | Joe Carter        | Ken Griffey Jr.       | Jose Canseco      | Mickey Tettleton                 | Frank Thomas          |
| 1992 | Mark McGwire          | Roberto Alomar  | Edgar Martínez  | Travis Fryman     | Joe Carter        | Kirby Puckett         | Juan González     | Mickey Tettleton                 | Dave Winfield         |
| 1993 | Frank Thomas          | Carlos Baerga   | Wade Boggs*     | Cal Ripken Jr.    | Albert Belle      | Ken Griffey Jr.       | Juan González     | Mike Stanley                     | Paul Molitor          |
| 1994 | Frank Thomas          | Carlos Baerga   | Wade Boggs*     | Cal Ripken Jr.    | Albert Belle      | Ken Griffey Jr.       | Kirby Puckett     | Iván Rodríguez                   | Julio Franco          |
| 1995 | Mo Vaughn             | Chuck Knoblauch | Gary Gaetti     | John Valentin     | Albert Belle      | Tim Salmon            | Manny Ramirez*    | Iván Rodríguez                   | Edgar Martínez        |
| 1996 | Mark McGwire          | Roberto Alomar  | Jim Thome       | Alex Rodriguez    | Albert Belle      | Ken Griffey Jr.       | Juan González     | Iván Rodríguez                   | Paul Molitor          |
| 1997 | Tino Martinez         | Chuck Knoblauch | Matt Williams   | Nomar Garciaparra | David Justice     | Ken Griffey Jr.       | Juan González     | Iván Rodríguez                   | Edgar Martínez        |
| 1998 | Rafael Palmeiro       | Damion Easley   | Dean Palmer     | Alex Rodriguez    | Albert Belle      | Ken Griffey Jr.       | Juan González     | Iván Rodríguez                   | Jose Canseco          |
| 1999 | Carlos Delgado        | Roberto Alomar  | Dean Palmer     | Alex Rodriguez    | Shawn Green       | Ken Griffey Jr.       | Manny Ramirez*    | Iván Rodríguez                   | Rafael Palmeiro       |
| 2000 | Carlos Delgado        | Roberto Alomar  | Troy Glaus      | Alex Rodriguez    | Darin Erstad      | Magglio Ordóñez       | Manny Ramirez*    | Jorge Posada                     | Frank Thomas          |
| 2001 | Jason Giambi          | Bret Boone      | Troy Glaus      | Alex Rodriguez    | Ichirō Suzuki     | Juan González         | Manny Ramirez*    | Jorge Posada                     | Edgar Martínez        |
| 2002 | Jason Giambi          | Alfonso Soriano | Eric Chavez     | Alex Rodriguez    | Garret Anderson   | Magglio Ordóñez       | Bernie Williams   | Jorge Posada                     | Manny Ramirez         |
| 2003 | Carlos Delgado        | Bret Boone      | Bill Mueller    | Alex Rodriguez    | Garret Anderson   | Vernon Wells          | Manny Ramirez*    | Jorge Posada                     | Edgar Martínez        |
| 2004 | Mark Teixeira         | Alfonso Soriano | Melvin Mora     | Miguel Tejada     | Gary Sheffield    | Vladimir Guerrero Sr. | Manny Ramirez*    | Víctor Martínez & Iván Rodríguez | David Ortiz*          |
| 2005 | Mark Teixeira         | Alfonso Soriano | Alex Rodriguez  | Miguel Tejada     | Gary Sheffield    | Vladimir Guerrero Sr. | Manny Ramirez*    | JasonVaritek                     | David Ortiz*          |
| 2006 | Justin Morneau        | Robinson Canó   | Joe Crede       | Derek Jeter       | Jermaine Dye      | Vladimir Guerrero Sr. | Manny Ramirez*    | Joe Mauer                        | David Ortiz*          |
| 2007 | Carlos Peña           | Plácido Polanco | Alex Rodriguez  | Derek Jeter       | Magglio Ordóñez   | Vladimir Guerrero Sr. | Ichirō Suzuki     | Jorge Posada                     | David Ortiz*          |
| 2008 | Justin Morneau        | Dustin Pedroia  | Alex Rodriguez  | Derek Jeter       | Josh Hamilton     | Carlos Quentin        | Grady Sizemore    | Joe Mauer                        | Aubrey Huff           |
| 2009 | Mark Teixeira         | Aaron Hill      | Evan Longoria   | Derek Jeter       | Jason Bay         | Torii Hunter          | Ichirō Suzuki     | Joe Mauer                        | Adam Lind             |
| 2010 | Miguel Cabrera        | Robinson Canó   | Adrián Beltré   | Alexei Ramírez    | Josh Hamilton     | Carl Crawford         | José Bautista     | Joe Mauer                        | Vladimir Guerrero Sr. |
| 2011 | Adrian Gonzalez       | Robinson Canó   | Adrián Beltré   | Asdrúbal Cabrera  | Jacoby Ellsbury   | Curtis Granderson     | José Bautista     | Alex Avila                       | David Ortiz*          |
| 2012 | Prince Fielder        | Robinson Canó   | Miguel Cabrera  | Derek Jeter       | Josh Hamilton     | Mike Trout            | Josh Willingham   | A.J. Pierzynski                  | Billy Butler          |
| 2013 | Chris Davis           | Robinson Canó   | Miguel Cabrera  | J. J. Hardy       | Torii Hunter      | Mike Trout            | Adam Jones        | Joe Mauer                        | David Ortiz*          |
| 2014 | Jose Abreu            | José Altuve     | Adrián Beltré   | Alexei Ramírez    | José Bautista     | Mike Trout            | Michael Brantley  | Yan Gomes                        | Víctor Martínez       |
| 2015 | Miguel Cabrera        | José Altuve     | Josh Donaldson  | Xander Bogaerts   | Nelson Cruz       | Mike Trout            | J. D. Martinez    | Brian McCann                     | Kendrys Morales       |
| 2016 | Miguel Cabrera        | José Altuve     | Josh Donaldson  | Xander Bogaerts   | Mookie Betts      | Mike Trout            | Mark Trumbo       | Salvador Pérez                   | David Ortiz*          |
| 2017 | Eric Hosmer           | José Altuve     | José Ramirez    | Francisco Lindor  | Justin Upton      | George Springer       | Aaron Judge       | Gary Sanchez                     | Nelson Cruz           |
| 2018 | José Abreu            | José Altuve     | José Ramírez    | Francisco Lindor  | Mookie Betts      | Mike Trout            | J. D. Martinez    | Salvador Pérez                   | J. D. Martinez        |
| 2019 | Carlos Santana        | DJ LeMahieu     | Alex Bregman    | Xander Bogaerts   | Mookie Betts      | Mike Trout            | George Springer   | Mitch Garver                     | Nelson Cruz           |
| 2020 | José Abreu            | DJ LeMahieu     | José Ramírez    | Tim Anderson      | Eloy Jiménez      | Mike Trout            | Teoscar Hernández | Salvador Pérez                   | Nelson Cruz           |
| 2021 | Vladimir Guerrero Jr. | Marcus Semien   | Rafael Devers   | Xander Bogaerts   | Teoscar Hernández | Cedric Mullins        | Aaron Judge       | Salvador Pérez                   | Shohei Ohtani         |

## National-League-Gewinner
| Jahr | 1B                 | 2B               | 3B             | SS                 | OF                | OF                    | OF                | C               | P                     |
| ---- | ------------------ | ---------------- | -------------- | ------------------ | ----------------- | --------------------- | ----------------- | --------------- | --------------------- |
| 1980 | Keith Hernandez    | Manny Trillo     | Mike Schmidt   | Garry Templeton    | Dusty Baker       | Andre Dawson          | George Hendrick   | Ted Simmons     | Bob Forsch            |
| 1981 | Pete Rose          | Manny Trillo     | Mike Schmidt   | Dave Concepción    | Dusty Baker       | Andre Dawson          | George Foster     | Gary Carter     | Fernando Valenzuela   |
| 1982 | Al Oliver          | Joe Morgan       | Mike Schmidt   | Dave Concepción    | Dale Murphy       | Pedro Guerrero        | Leon Durham       | Gary Carter     | Don Robinson          |
| 1983 | George Hendrick    | Johnny Ray       | Mike Schmidt   | Dickie Thon        | Dale Murphy       | Andre Dawson          | José Cruz         | Terry Kennedy   | Fernando Valenzuela   |
| 1984 | Keith Hernandez    | Ryne Sandberg*   | Mike Schmidt   | Garry Templeton    | Dale Murphy       | Tony Gwynn            | José Cruz         | Gary Carter     | Rick Rhoden           |
| 1985 | Jack Clark         | Ryne Sandberg*   | Tim Wallach    | Hubie Brooks       | Dale Murphy       | Willie McGee          | Dave Parker       | Gary Carter     | Rick Rhoden           |
| 1986 | Glenn Davis        | Steve Sax        | Mike Schmidt   | Hubie Brooks       | Tim Raines        | Tony Gwynn            | Dave Parker       | Gary Carter     | Rick Rhoden           |
| 1987 | Jack Clark         | Juan Samuel      | Tim Wallach    | Ozzie Smith        | Andre Dawson      | Tony Gwynn            | Éric Davis        | Benito Santiago | Bob Forsch            |
| 1988 | Andrés Galarraga   | Ryne Sandberg*   | Bobby Bonilla  | Barry Larkin*      | Darryl Strawberry | Kirk Gibson           | Andy Van Slyke    | Benito Santiago | Tim Leary             |
| 1989 | Will Clark         | Ryne Sandberg*   | Howard Johnson | Barry Larkin*      | Kevin Mitchell    | Tony Gwynn            | Éric Davis        | Craig Biggio    | Don Robinson          |
| 1990 | Eddie Murray       | Ryne Sandberg*   | Matt Williams  | Barry Larkin*      | Barry Bonds*      | Bobby Bonilla         | Darryl Strawberry | Benito Santiago | Don Robinson          |
| 1991 | Will Clark         | Ryne Sandberg*   | Howard Johnson | Barry Larkin*      | Barry Bonds*      | Bobby Bonilla         | Ron Gant          | Benito Santiago | Tom Glavine           |
| 1992 | Fred McGriff       | Ryne Sandberg*   | Gary Sheffield | Barry Larkin*      | Barry Bonds*      | Larry Walker          | Andy Van Slyke    | Darren Daulton  | Dwight Gooden         |
| 1993 | Fred McGriff       | Robby Thompson   | Matt Williams  | Jay Bell           | Barry Bonds*      | Lenny Dykstra         | David Justice     | Mike Piazza*    | Orel Hershiser        |
| 1994 | Jeff Bagwell       | Craig Biggio     | Matt Williams  | Wil Cordero        | Barry Bonds*      | Tony Gwynn            | Moisés Alou       | Mike Piazza*    | Mark Portugal         |
| 1995 | Eric Karros        | Craig Biggio     | Vinny Castilla | Barry Larkin*      | Sammy Sosa        | Tony Gwynn            | Dante Bichette    | Mike Piazza*    | Tom Glavine           |
| 1996 | Andrés Galarraga   | Eric Young       | Ken Caminiti   | Barry Larkin*      | Barry Bonds*      | Gary Sheffield        | Ellis Burks       | Mike Piazza*    | Tom Glavine           |
| 1997 | Jeff Bagwell       | Craig Biggio     | Vinny Castilla | Jeff Blauser       | Barry Bonds*      | Tony Gwynn            | Larry Walker      | Mike Piazza*    | John Smoltz           |
| 1998 | Mark McGwire       | Craig Biggio     | Vinny Castilla | Barry Larkin*      | Sammy Sosa**      | Greg Vaughn           | Moisés Alou       | Mike Piazza*    | Tom Glavine           |
| 1999 | Jeff Bagwell       | Edgardo Alfonzo  | Chipper Jones  | Barry Larkin       | Sammy Sosa**      | Vladimir Guerrero Sr. | Larry Walker      | Mike Piazza*    | Mike Hampton*         |
| 2000 | Todd Helton**      | Jeff Kent        | Chipper Jones  | Edgar Rentería     | Barry Bonds*      | Vladimir Guerrero Sr. | Sammy Sosa        | Mike Piazza*    | Mike Hampton*         |
| 2001 | Todd Helton**      | Jeff Kent        | Albert Pujols  | Rich Aurilia       | Barry Bonds*      | Luis González         | Sammy Sosa        | Mike Piazza*    | Mike Hampton*         |
| 2002 | Todd Helton**      | Jeff Kent        | Scott Rolen    | Edgar Rentería     | Barry Bonds*      | Vladimir Guerrero Sr. | Sammy Sosa        | Mike Piazza*    | Mike Hampton*         |
| 2003 | Todd Helton**      | José Vidro       | Mike Lowell    | Edgar Rentería     | Barry Bonds*      | Gary Sheffield        | Albert Pujols     | Javy López      | Mike Hampton*         |
| 2004 | Albert Pujols**    | Mark Loretta     | Adrián Beltré  | Jack Wilson        | Barry Bonds*      | Jim Edmonds           | Bobby Abreu       | Johnny Estrada  | Liván Hernández       |
| 2005 | Derrek Lee         | Jeff Kent        | Morgan Ensberg | Felipe López       | Andruw Jones      | Miguel Cabrera        | Carlos Lee        | Michael Barrett | Jason Marquis         |
| 2006 | Ryan Howard        | Chase Utley      | Miguel Cabrera | José Reyes         | Carlos Beltrán    | Matt Holliday         | Alfonso Soriano   | Brian McCann    | Carlos Zambrano       |
| 2007 | Prince Fielder     | Chase Utley      | David Wright   | Jimmy Rollins      | Carlos Beltrán    | Matt Holliday         | Carlos Lee        | Russell Martin  | Micah Owings          |
| 2008 | Albert Pujols**    | Chase Utley      | David Wright   | Hanley Ramírez     | Ryan Ludwick      | Matt Holliday         | Ryan Braun        | Brian McCann    | Carlos Zambrano       |
| 2009 | Albert Pujols**    | Chase Utley      | Ryan Zimmerman | Hanley Ramírez     | Matt Kemp         | Andre Ethier          | Ryan Braun        | Brian McCann    | Carlos Zambrano       |
| 2010 | Albert Pujols**    | Dan Uggla        | Ryan Zimmerman | Troy Tulowitzki    | Carlos González   | Matt Holliday         | Ryan Braun        | Brian McCann    | Yovani Gallardo       |
| 2011 | Prince Fielder     | Brandon Phillips | Aramis Ramírez | Troy Tulowitzki    | Matt Kemp         | Justin Upton          | Ryan Braun        | Brian McCann    | Daniel Hudson         |
| 2012 | Adam LaRoche       | Aaron Hill       | Chase Headley  | Ian Desmond        | Andrew McCutchen  | Jay Bruce             | Ryan Braun        | Buster Posey    | Stephen Strasburg     |
| 2013 | Paul Goldschmidt** | Matt Carpenter   | Pedro Álvarez  | Ian Desmond        | Andrew McCutchen  | Jay Bruce             | Michael Cuddyer   | Yadier Molina   | Zack Greinke          |
| 2014 | Adrian Gonzalez    | Neil Walker      | Anthony Rendon | Ian Desmond        | Andrew McCutchen  | Giancarlo Stanton     | Justin Upton      | Buster Posey    | Madison Bumgarner     |
| 2015 | Paul Goldschmidt** | Dee Gordon       | Nolan Arenado  | Brandon Crawford   | Andrew McCutchen  | Bryce Harper          | Carlos González   | Buster Posey    | Madison Bumgarner     |
| 2016 | Anthony Rizzo      | Daniel Murphy    | Nolan Arenado  | Corey Seager       | Charlie Blackmon  | Yoenis Céspedesr      | Christian Yelich  | Wilson Ramos    | Jake Arrieta          |
| 2017 | Paul Goldschmidt** | Daniel Murphy    | Nolan Arenado  | Corey Seager       | Charlie Blackmon  | Giancarlo Stanton     | Marcell Ozuna     | Buster Posey    | Adam Wainwright       |
| 2018 | Paul Goldschmidt** | Javier Báez      | Nolan Arenado  | Trevor Story       | Nick Markakis     | David Peralta         | Christian Yelich  | J. T. Realmuto  | Germán Márquez        |
| 2019 | Freddie Freeman    | Ozzie Albies     | Anthony Rendon | Trevor Story       | Ronald Acuña Jr.  | Cody Bellinger        | Christian Yelich  | J. T. Realmuto  | Zack Greinke          |
| 2020 | Freddie Freeman    | Donovan Solano   | Manny Machado  | Fernando Tatís Jr. | Ronald Acuña Jr.  | Juan Soto             | Mookie Betts      | Travis d’Arnaud | Marcell Ozuna (DH)*** |
| 2021 | Freddie Freeman    | Ozzie Albies     | Austin Riley   | Fernando Tatís Jr. | Bryce Harper      | Juan Soto             | Nick Castellanos  | Buster Posey    | Max Fried             |